# داكليزوماب
داكليزوماب هو جسم مضاد وحيد النسيلة يستخدم لمنع رفض الطعم في زراعة الأعضاء مثل حالات زراعة الكلى.
سوقته هوفمان-لا روش في أبريل 2008 في أوروبا تحت اسم زيناباكس (Zenapax) لكنه سحب في يناير 2009 بسبب عدم جدواه الاقتصادية بحسب الشركة وبسبب أمان استخدامه.
داكليزوماب يشبه باسيليكسيماب من حيث تقليل حدة رفض الكلى وعدم حصول زيادة في احتمال حصول العدوى الانتهازية. وقد نصح المعهد الوطني للصحة والتفوق السريري في المملكة المتحدة استخدامه في جميع مستقبلي زراعة الكلى.
التجارب السريرية منذ عامي 2006 و2007 أثبتت جدوى فائدته في علاج التصلب اللويحي في حالات لم تستجب للإنترفيرون. وهو متوفر في صورة حقنة طويلة المفعول يقوم المريض بحقنها لنفسه مرة كل شهر.
صدقت إدارة الغذاء والدواء الأمريكية FDA في مايو\ أيار 2016 على طرح دواء جديد لعلاج مرض التصلب المتعدد، وبالأخص النوع الهاجع الناكس الذي يصيب الأشخاص البالغين.
وتم التأكد من فاعلية وآمان العقار الجديد عقب إجراء تجربتين سريريتين الأولى شملت 1841 شخصا، واستمرت لمدة 144 أسبوعا، والثانية شملت 412 شخصا، واستمرت لمدة 52 أسبوعا، وكانت النتائج إيجابية، وأثبتت قدرة العقار على الحد من نوبات المرض الانتكاسية.
وأضاف التقرير أن عقار زنبيرتا قد يتسبب في بعض الآثار الجانبية الخطيرة مثل تلف الكبد وبعض الأمراض المناعية، لذا يجب إجراء تحليل وظائف الكبد كل شهر قبل الحصول على الحقنة، كما أنها قد تتسبب في الإصابة بالطفح الجلدى وعدوى الجهاز التنفسى العلوى والتهاب الجلد وآلام الحلق وتضخم العقد الليمفاوية.
كما أثبتت التجارب جدواه في علاج أمراض المناعة الذاتية خصوصاً اعتلال المشيمية والشبكية.